# Onobrychis mermuelleri
Onobrychis mermuelleri là một loài thực vật có hoa trong họ Đậu. Loài này được Podlech & Rech.f. miêu tả khoa học đầu tiên.